# Sophie-Amélie de Nassau-Ottweiler
Sophie-Amélie de Nassau-Ottweiler est née à Ottweiler (Comté de Nassau-Ottweiler) le 8 octobre 1688 et meurt à Hachenburg le 28 mai 1753. Elle est une noble allemande, fille du comte Frédéric-Louis de Nassau-Ottweiler (1651-1728) et de Christine de Ahlefeldt (1659-1695).

## Mariage et descendance
Le 19 mai 1708 elle se marie avec Georges-Frédéric de Kirchberg (1683-1749), fils de Georges-Louis de Kirchberg (1626-1686) et de Madeleine-Christine de Manderscheid-Blankenheim (1658-1715). Le mariage a trois enfants :
- Guillaume-Louis de Kirchberg (1709-1751), marié avec Louise de Salm-Dhaun (1721-1791).
- Caroline (1720-1795), mariée avec Jean-Frédéric de Wied (1706-1791)
- Sophie-Charlotte (1731-1772), mariée avec Jean-Martin de Stolberg (1728-1795)